# はやおきラジオ 水谷ミミです
はやおきラジオ 水谷ミミです（はやおきらじお みずたにみみです）は、東海ラジオ放送で2005年10月から2010年10月3日まで放送されていたラジオ番組。

## 概要
かつて、CBCラジオの番組でパーソナリティとして活躍し、名古屋・関西圏を中心に活動するタレント水谷ミミが初めて東海ラジオでパーソナリティを務めた日曜朝のワイド番組である。主に中高年向けの内容となっていた。
同番組の放送開始以前の時間帯は、複数のミニ番組による集合枠として放送されていたが、同番組の放送開始により、別時間枠で放送されていた番組も含め一部のミニ番組が同番組内に内包される形となった。
2005年10月の開始以来、5年にわたり放送してきたが、2010年10月の秋改編で放送を終了。後継枠にはワイド番組は設定されず、同番組に内包されていた箱番組は独立枠となり、日曜朝は再びミニ番組の集合枠となった（10分から20分番組が大半で、最長でも30分番組であった）。
2016年4月の春改編で、7時00分から45分の生放送番組「高井一 スイッチ・オン!」が放送を開始したことにより、日曜朝の時間帯で久しぶりに30分以上の放送枠の番組が設定されたが2018年4月改編で土曜に放送枠が移動したため、再び日曜7時台はミニ番組の集合枠に戻った。

## 出演者
- 水谷ミミ（タレント・講談師、現・旭堂風鱗）
- 原光隆（東海ラジオアナウンサー）

## 放送時間
毎週日曜 6時30分 - 9時00分

## タイムテーブル
放送終了時点での時間割を表す。
6時台
- 今日はどんな日?
- 中日新聞ニュース・天気予報 － 提供：愛知小型エレベーター製造

7時台
- 花の歌謡まつり － 提供：尾張温泉東海センター[1]
尾張温泉東海センター内の演芸ホールで、毎週木曜に収録されていた演歌を中心とした歌謡ショー。以前は、日曜朝5時35分から55分まで放送されていたが、「はやおきラジオ」の放送開始に伴い内包され、放送時間帯が移動。なお「はやおきラジオ」終了後は、ほぼ同じ時間帯の日曜7時25分から45分までの番組として再び独立枠となった（その後、7時45分から8時00分までに短縮され、2013年3月、尾張温泉東海センターの演芸部門営業終了に伴い、放送終了）。
- 風鱗の講談ジョッキー
講談師「水谷風鱗」としても活動している水谷が、最近の出来事や話題を素材にして時事講談風に紹介。コーナーで紹介した講談をまとめた本も出版している。なお「はやおきラジオ」終了後は、日曜8時30分から9時00分までの番組として独立枠となった（2011年春改編で放送終了）。
- 「もうすぐ30」替え歌コーナー&はやおき川柳
- 都一中の我ら夢中人 － 提供：オリエンタルバイオ
常磐津一中節家元12世都一中による音楽番組。以前は、日曜朝8時00分から15分まで放送されていたが、「はやおきラジオ」の放送開始に伴い内包された。なお「はやおきラジオ」終了後は、日曜7時45分から8時00分までの番組として再び独立枠となった（2012年春改編で放送終了）。

8時台
- 水谷元気堂
ゲストを招いて、元気の秘訣など聞くコーナー。以前は、中高年の健康についての話題を中心に紹介するコーナーで、魅力的な中高年になるための秘訣、元気なお年寄りの健康方法などを紹介。聴取者からのお便りファックス・メールによる健康談義などで構成されていた。
- デパート情報
内容は名古屋市内の主要デパート（松坂屋、丸栄、三越、名鉄百貨店）からの催し物情報やお知らせなどを、女性アナウンサーが各百貨店ごとの音楽にのせて読み上げる。
- レースガイド
- 俊介・アマチンの大碗茶房あったかトーク － 提供：樹の恵本舗 株式会社中村
「アマチン」の愛称で親しまれているパーソナリティ天野鎮雄と提供社代表の中村俊介により、互いに知識やエピソードを披露しながら、自然・環境・その他様々なテーマのもとに繰り広げるフリートーク番組。「大碗茶房」とは同社が本社1階で経営するサロンの名称である[2]。なお「はやおきラジオ」終了後は、日曜8時00分から10分までの番組として独立枠となった（2018年10月現在も放送中）。

## 出演した主なゲスト
殆どが事前収録であった。
- テント（事前収録にはリスナーを招待した。余談ではあるが、スタジオには水谷がかつて出演番組を持っていたライバル局のCBCラジオの関係者も来ていたようである）
- 加山雄三
- 桂吉弥
- 桂南光

など